# Natsu Miyashita
Pour les articles homonymes, voir Miyashita.
Natsu Miyashita, (Nato Miyashita, 宮下奈都) née en 1967 à Fukui (Japon) est une nouvelliste et romancière japonaise.

## Biographie
Natsu Miyashita est élève au lycée de Fukui puis elle est diplômée du département de philosophie de la faculté des arts et de philosophie de l'université Sophia. 
Après ses études, elle écrit des nouvelles et romans qui rencontrent le succès. En 2015, elle publie Une forêt de laine et d’acier, finaliste du  prix Naoki et lauréat du prix des Libraires 2016 au Japon.
Arnaud de Montjoye reprend une citation de Tamiki Hara pour l'appliquer à ce roman « un style nostalgique, lumineux, qui s’éclaire discrètement ; un style qui exprime des choses dures et profondes en les adoucissant quelque peu ; un style beau comme un rêve mais indéniablement réaliste . »

## Œuvres

### Traduites en français
Une forêt de laine et d'acier (Hitsuji To Hagane No Mori), traduit du japonais par Mathilde Tamae-Bouhon, Paris, 2018, Stock, coll. La cosmopolite, 243 p. Le roman est adapté au cinéma par Kôjirô Hashimoto, Hitsuji to hagane no mori, 2018, 2 h 14 min

### Autres
La liste des nouvelles et romans non traduits en français sont sur le site Wikipédia en japonais.